# Titularbistum Gemellae in Byzacena
Gemellae in Byzacena (ital.: Gemelle di Bizacena) ist ein Titularbistum der römisch-katholischen Kirche.
Es geht zurück auf einen untergegangenen Bischofssitz, der sich in der römischen Provinz Byzacena bzw. Africa proconsularis in der Sahelregion von Tunesien befand.
| Titularbischöfe von Gemellae in Byzacena |                              |                                                            |                   |                  |
| Nr.                                      | Name                         | Amt                                                        | von               | bis              |
| 1                                        | Jean Gay CSSp                | emeritierter Bischof von Basse-Terre (Frankreich)          | 29. Januar 1968   | 18. Februar 1971 |
| 2                                        | Roberto Pinarello de Almeida | Weihbischof in Jundiaí (Brasilien)                         | 24. Juli 1971     | 31. Juli 1980    |
| 3                                        | Jan Wiktor Nowak             | Weihbischof in Gniezno (Polen)                             | 20. Februar 1982  | 25. März 1996    |
| 4                                        | Décio Zandonade SDB          | Weihbischof in Belo Horizonte (Brasilien)                  | 11. Dezember 1996 | 14. Mai 2003     |
| 5                                        | Wilson Tadeu Jönck SCI       | Weihbischof in São Sebastião do Rio de Janeiro (Brasilien) | 11. Juni 2003     | 26. Mai 2010     |
| 6                                        | Robert McElroy               | Weihbischof in San Francisco (USA)                         | 6. Juli 2010      | 3. März 2015     |
| 7                                        | Donatien Bafuidinsoni SJ     | Weihbischof in Kinshasa (Demokratische Republik Kongo)     | 31. März 2015     | 31. März 2018    |
| 8                                        | Nolly Buco                   | Weihbischof in Antipolo (Philippinen)                      | 10. Juli 2018     | 18. Oktober 2024 |
| 9                                        | Gregg Caggianelli            | Weihbischof im US-amerikanischen Militärordinariat (USA)   | 21. Februar 2025  |                  |